# Скалон Павло Миколайович
Павло Миколайович Скалон (15 червня 1868, Санкт-Петербург — 14 грудня 1937, Томськ) — російський генерал, викладач кадетських корпусів, останній директор Іркутського кадетського корпусу.

## Біографія
Православний. З дворянського роду Скалонів. Син генерал-майора Миколи Миколайовича Скалона.
Закінчив Олександрівський кадетський корпус та 1-ше військове Павлівське училище (1889), був випущений підпоручиком у Печорський 92-й піхотний полк.
Чини: поручик (1892), штабс-капітан (1897), капітан (1899), підполковник (1902), полковник (за відміну, 1906), генерал-майор (за відміну, 1916).
У 1894 році був призначеним офіцером-вихователем до 1-й Московського кадетського корпусу. У 1897 закінчив Миколаївську академію Генерального штабу за 1-м розрядом. Був помічником інспектора класів (1897—1906), потім інспектором класів (1906—1908) в Сибірському кадетському корпусі, інспектором класів (1908—1916) у Воронезькому кадетському корпусі.
У липні 1917 року був призначений директором Іркутського кадетського корпусу. В січні 1918 року був звільнений від служби більшовиками. Після встановлення влади Тимчасового Сибірського уряду був повернутий на посаду директора, який займав у 1918—1919 роках.
Після закінчення Громадянської війни залишився в Іркутську. 30 березня 1920 року був заарештований та звинувачений у контрреволюційній діяльності. Вирок за цією справою невідомий. З 10 липня 1920 року працював у структурі Всевобуча. На 1 березня 1923 року працював помічником начальника Навчального відділення Головного управління Всевобуча.
Пізніше жив у Томську. 3 листопада 1937 року був знову заарештований. 9 грудня 1937 трійка УНКВС Новосибірської області засудила Скалона до розстрілу за статтею 58-2-11 КК РРФСР за «причетність до кадетсько-монархічної організації». Розстріляний 14 грудня 1937. Реабілітований у 1958 році.
Був одружений з Євгенією Михайлівною Скалон, у шлюбі народилися дві дочки: Ніна та Софія.

## Нагороди
- Орден Святого Станіслава 2-го ступеня (1909);
- Орден Святої Анни 2-го ступеня (1913);
- Орден Святого Володимира 4-го ступеня (1915);
- Орден Святого Володимира 3-го ступеня (1915);
- Подяка (03.03.1919).